# Lars Dejert
Lars Gustaf Dejert, född 2 juli 1947 i Vadstena, död 3 december 2024 i Skärplinge, var en svensk skådespelare.
Dejert utexaminerades från Statens scenskola i Malmö 1973.

## Filmografi
- 1977 – Mamma pappa barn
- 1978 – Bevisbördan (TV-serie)
- 1979 – Jag är Maria
- 1982 – Trollkarlens pojke (TV-serie)
- 1983 – Midvinterduell
- 1983 – Henrietta
- 1985 – En ettas dagbok (TV-serie)
- 1986 – Som ni vill ha det
- 1986 – Jönssonligan dyker upp igen
- 1987 – Träff i helfigur (TV-serie)
- 1987 – Hästens öga
- 1988 – Strul
- 1988 – Vargens tid
- 1989 – Hassel – Offren
- 1989 – Husbonden
- 1991 – T. Sventon och fallet Isabella
- 1992 – Kvällspressen (TV-serie)
- 1992 – Vennerman & Winge (TV-serie)
- 1992 – Kejsarn av Portugallien
- 1994 – Läckan
- 1994 – Bert (TV-serie)
- 1997 – Närkontakt
- 1997 – Snoken (TV-serie)
- 1997 – Pelle Svanslös (TV-serie)
- 1997 – Svensson, Svensson - filmen
- 1998 – S:t Mikael (TV-serie)
- 1999 – Toy Story 2
- 2000 – Pelle Svanslös och den stora skattjakten
- 2000 – Flykten från hönsgården
- 2000 – Räkfrossa (TV-serie)
- 2001 – Spy Kids
- 2002 – Beck – Okänd avsändare
- 2002 – Spy Kids 2
- 2003 – Dagispapporna
- 2003 – Norrmalmstorg
- 2003 – Paragraf 9 (TV-serie)
- 2004 – Hajar som hajar
- 2005 – Zuper-Zebran
- 2005 – På äventyr med Sharkboy och Lavagirl
- 2006 – Myrmobbaren
- 2006 – Ice Age 2
- 2008 – Nim och den hemliga ön
- 2008 – Niko – På väg mot stjärnorna
- 2008 – Bolt
- 2009 – G-Force
- 2010 – Toy Story 3
- 2010 – Marmaduke
- 2011 – Arne Dahl: Misterioso
- 2012 – Spegel, spegel
- 2019 – Toy Story 4

## Teater

### Roller (ej komplett)
| År   | Roll                              | Produktion                                                                                       | Regi                    | Teater                 |
| ---- | --------------------------------- | ------------------------------------------------------------------------------------------------ | ----------------------- | ---------------------- |
| 1973 | Målvakt, Henning                  | IK Kamraterna Sigvard Olsson och Fred Hjelm                                                      | Fred Hjelm              | Stockholms stadsteater |
| 1974 | Martin Dawson                     | Bröllopsfesten (The Wedding Feast) Arnold Wesker                                                 | Gun Arvidsson           | Stockholms stadsteater |
| 1974 | Mads Moen                         | Peer Gynt, del I Henrik Ibsen                                                                    | Fred Hjelm              | Stockholms stadsteater |
| 1975 | Den gråklädde                     | Peer Gynt, del II Henrik Ibsen                                                                   | Fred Hjelm              | Stockholms stadsteater |
| 1975 | Adolphen                          | Herr von Hancken Agneta Pleijel                                                                  | Johan Bergenstråhle     | Stockholms stadsteater |
| 1976 | Hänschen Rilow m. fl.             | Längtan (Frühlings Erwachen) Frank Wedekind                                                      | Jonas Cornell           | Stockholms stadsteater |
| 1976 | Brindavoine                       | Den girige (L'Avare) Molière                                                                     | Yves Bureau             | Stockholms stadsteater |
| 1977 | Ambros Drudik                     | Slaget vid Lobositz (Schlacht bei Lobositz) Peter Hacks                                          | Friedo Solter           | Stockholms stadsteater |
| 1978 | Pelle, betjänt                    | Wärdshuset Haren och Vråken Lars Forssell                                                        | Fred Hjelm              | Stockholms stadsteater |
| 1978 | Montano                           | Othello (The Tragedy of Othello, the Moor of Venice) William Shakespeare                         | Johan Bergenstråhle     | Stockholms stadsteater |
| 1979 | Lord John Konduktör               | Elefantmannen (The Elephant Man) Bernard Pomerance                                               | Jurij Lederman          | Stockholms stadsteater |
| 1979 | Chval av Draslav                  | Två på häst och en på åsna (Dva na koni, jeden na oslu) Oldrich Danek                            | Thomas Ryberger         | Stockholms stadsteater |
| 1979 | Snugg                             | En midsommarnattsdröm (A Midsummer Night's Dream) William Shakespeare                            | Göran O. Eriksson       | Stockholms stadsteater |
| 1980 | Evans                             | Terra Nova Ted Tally                                                                             | Fred Hjelm              | Stockholms stadsteater |
| 1980 | Vårdaren Bertolt Havel            | Hoppla, vi lever! (Hoppla, wir leben!) Ernst Toller                                              | Fred Hjelm              | Stockholms stadsteater |
| 1981 | En vingklippt ängel               | Den gråtande polisen Staffan Göthe                                                               | Torbjörn Astner         | Stockholms stadsteater |
| 1982 | Vaska                             | Historien om en häst (Холстомер, Cholstomer) Leo Tolstoj                                         | Lars Edström            | Stockholms stadsteater |
| 1982 | Razumichin                        | Brott och straff (Преступление и наказание, Prestuplenije i nakazanije) Fjodor Dostojevskij      | Jan Håkanson            | Stockholms stadsteater |
| 1983 |                                   | Rosornas krig William Shakespeare                                                                | Elisabeth G. Söderström | Stockholms stadsteater |
| 1984 | Kristoffer Slug Filip             | Så tuktas en argbigga (The Taming of the Shrew) William Shakespeare                              | Marianne Rolf           | Stockholms stadsteater |
| 1984 | William Hymen                     | Som ni vill ha det (As you Like it) William Shakespeare                                          | John Caird              | Stockholms stadsteater |
| 1987 | Lennie                            | Möss och människor (Of Mice and Men) John Steinbeck                                              | Fred Hjelm              | Stockholms stadsteater |
| 1988 | Olof Olsson, talman               | Gustaf III August Strindberg                                                                     | Fred Hjelm              | Stockholms stadsteater |
| 1990 | Jensen                            | Vildanden Henrik Ibsen                                                                           | Fred Hjelm              | Stockholms stadsteater |
| 1991 | Snickarn Herr Dahlman             | Minns du den stad Per Anders Fogelström                                                          | Johan Bergenstråhle     | Stockholms stadsteater |
| 1991 |                                   | Bellman i tid och otid                                                                           |                         | Stockholms stadsteater |
| 1991 | Konduktören Oliver                | Once in a lifetime Moss Hart och George S. Kaufman                                               | Lars Edström            | Stockholms stadsteater |
| 1992 | Othello                           | Othello (The Tragedy of Othello, the Moor of Venice) William Shakespeare                         | Fred Hjelm              | Stockholms stadsteater |
| 1993 | Big six Yamato Polis              | City of Angels Cy Coleman, Larry Gelbart och David Zippel                                        | Lars-Erik Liedholm      | Stockholms stadsteater |
| 1993 | Herr Blum                         | Besök av en gammal dam (Der Besuch der alten Dame) Friedrich Dürrenmatt                          | Hilda Hellwig           | Stockholms stadsteater |
| 1994 | Marcus                            | Gustav Vasa August Strindberg                                                                    | Jan Håkanson            | Stockholms stadsteater |
| 1994 | Arnold                            | Högtidsdagen (Jubiläum) George Tabori                                                            | Georg Malvius           | Stockholms stadsteater |
| 1995 | Brevbärare Polis                  | Stulen lycka Bengt Ahlfors                                                                       | Peter Wahlqvist         | Stockholms stadsteater |
| 1996 | Carluccio                         | Impressarion från Smyrna (L'impresario delle Smirne) Carlo Goldoni                               | Peter Wahlqvist         | Stockholms stadsteater |
| 1997 | Carlsson                          | Riksväg 61 Ole Forsberg                                                                          | Ole Forsberg            | Stockholms stadsteater |
| 1997 | Freja Folkesson                   | Videopatrullen Rikard Bergqvist                                                                  | Annika Silkeberg        | Stockholms stadsteater |
| 1997 | Mordcha                           | Spelman på taket (Fiddler on the Roof) Jerry Bock, Sheldon Harnick och Joseph Stein              | Georg Malvius           | Stockholms stadsteater |
| 1998 | Fältväblar Ryttare                | Mor Courage och hennes barn (Mutter Courage und ihre Kinder) Bertolt Brecht                      | Jan Håkanson            | Stockholms stadsteater |
| 1999 | Måns Budde                        | Stockholmsblod Olov Svedelid och Kalle Sörnäs                                                    | Peter Harryson          | Stockholms stadsteater |
| 1999 | Herr Vincent Crummles Walter Bray | Nicholas Nickleby (The Life and Adventures of Nicholas Nickleby) David Edgar och Charles Dickens | Georg Malvius           | Stockholms stadsteater |
| 2001 | Herr Battista                     | Sotarpojken (Die schwarzen Brüder) Lisa Tetzner                                                  | Johan Huldt             | Stockholms stadsteater |
| 2001 | Bolsjintsov                       | En månad på landet (A Month in the Country) Brian Friel                                          | Jan Håkanson            | Stockholms stadsteater |
| 2002 | Grant                             | Camping (Perfect Pitch) John Godber                                                              | Johan Wahlström         | Norrbottensteatern     |
| 2003 | Tony Giordano Tony Bonasorte      | Allt eller inget (The Full Monty) Terrence Mcnally och David Yazbek                              | Marianne Mörck          | Stockholms stadsteater |
| 2003 | Giron                             | Kung Ubu (Ubu Roi) Alfred Jarry                                                                  | Johan Huldt             | Stockholms stadsteater |
| 2003 | Doktor Baugh                      | Katt på hett plåttak (Cat on a Hot Tin Roof) Tennessee Williams                                  | Björn Melander          | Stockholms stadsteater |
| 2003 | Konungen                          | Mio min Mio Astrid Lindgren                                                                      | Stina Ancker            | Stockholms stadsteater |

### Fotnoter
1. 1 2 3 4   Sveriges befolkning
1990:
Dejert, Lars Gustaf
2. ↑  ”Ratsit”. Arkiverad från originalet den 18 mars 2025. https://web.archive.org/web/20250318141300/https://www.ratsit.se/19470702-Lars_Gustaf_Dejert_Skarplinge/VHgjriif7p8oohW8JgY-zAl4qymOQgUySXBeqwxu3vU. Läst 26 mars 2025.
3. ↑  ”Lars Dejert”. Svensk Filmdatabas. http://www.sfi.se/sv/svensk-filmdatabas/Item/?type=PERSON&itemid=72376&ref=%2ftemplates%2fSwedishFilmSearchResult.aspx%3fid%3d1225%26epslanguage%3dsv%26searchword%3dLars+Dejert%26type%3dPerson%26match%3dBegin%26page%3d1%26prom%3dFalse. Läst 21 februari 2013.
4. ↑  ”Tidigare studenter, 1973”. Teaterhögskolan i Malmö. http://www.thm.lu.se/sites/thm.lu.se/files/sk_ut_1973.pdf. Läst 2 december 2017.
5. ↑  Pia Huss (16 oktober 2002). ”Snärtigt och vältajmat. Välputsad medelklasskultur och grovmalet samliv kolliderar.”. Dagens Nyheter. https://www.dn.se/arkiv/kultur/snartigt-och-valtajmat-valputsad-medelklasskultur-och-grovmalet-samliv-kolliderar/. Läst 27 februari 2022.